# Glykopeptidantibiotika
Glykopeptidantibiotika eller glykopeptider är en grupp av antibiotika. Glykopeptider har en liknande verkningsmekanism som betalaktamantibiotika då de båda hämmar syntesen av bakteriernas cellvägg. Glykopeptider gör detta genom att binda in till peptidkedjorna i cellväggen vilket hindrar enzymet PBP från att korsbinda peptidoglykankedjorna. Utan korsbindningarna blir bakteriens  cellvägg ostabil och förstörs vilket i sin tur resulterar i att bakterien dör.

## Användning
Glykopeptidantibiotika har effekt mot nästan alla grampositiva bakterier men saknar helt effekt mot gramnegativa bakterier. Detta beror på att gramnegativa bakterier till skillnad från grampositiva bakterier har ett yttre membran som glykopeptider ej kan ta sig igenom vilket gör gramnegativa bakterier naturligt resistenta mot glykopeptidantibiotika. Exempel på antibiotika preparat som tillhör gruppen glykopeptider är vankomycin och teikoplanin.